# 부메르데스

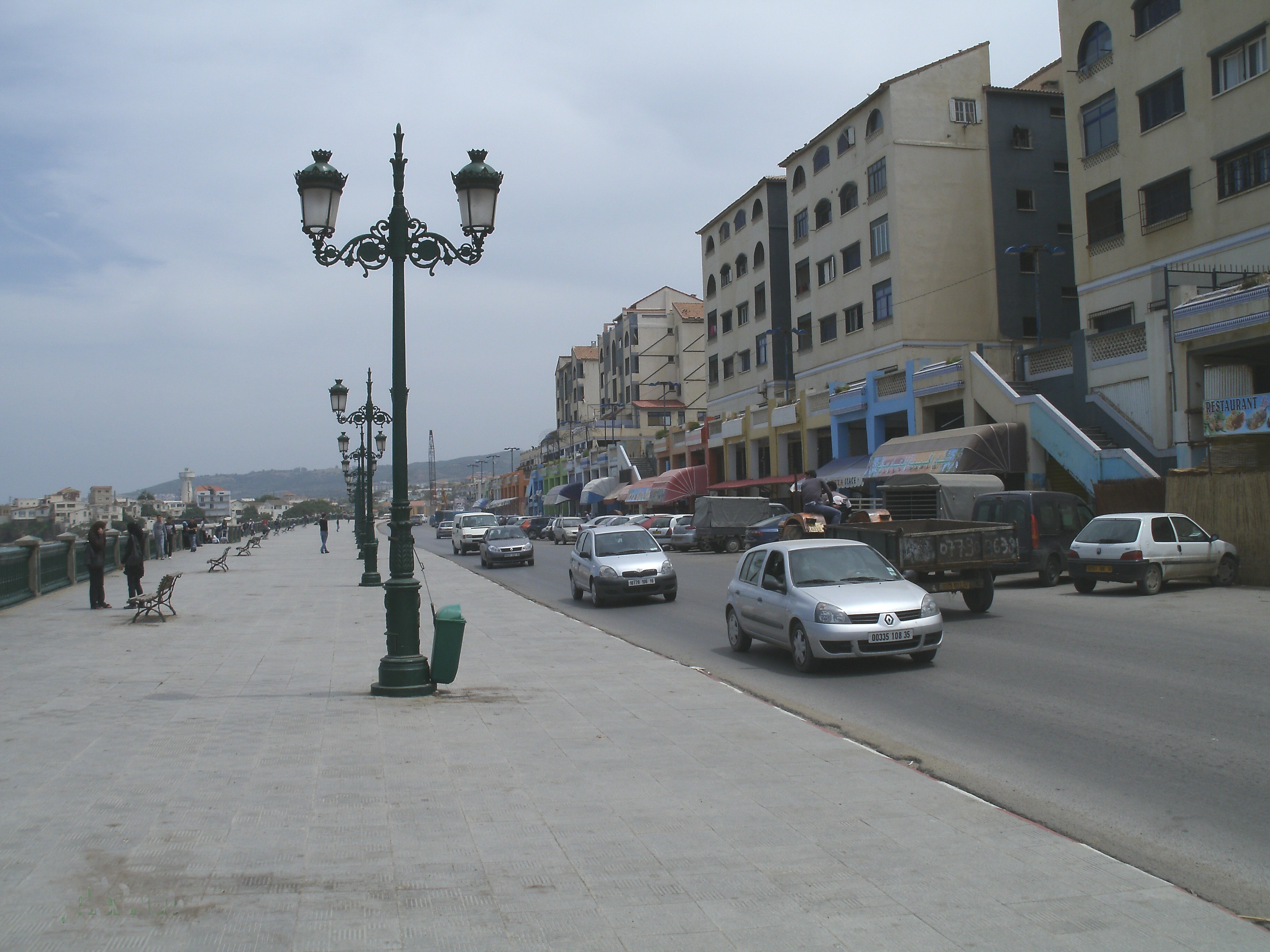
부메르데스

부메르데스(아랍어: بومرداس, 프랑스어: Boumerdès)는 알제리의 도시로 부메르데스 주의 주도이며 높이는 50m, 인구는 28,500명(1998년 기준)이다. 지중해와 접한다.